# Juan Ignacio Gilardi
Juan Ignacio Gilardi (14 de novembro de 1981) é um jogador de hóquei sobre grama argentino, campeão olímpico

## Carreira
Juan Ignacio Gilardi integrou o elenco da Seleção Argentina de Hóquei Sobre Grama, nas Olimpíadas de 2016. Na Rio 2016 sagrou-se campeão olímpico.